# ジャン・ド・ラ・トゥール・ドーヴェルニュ
ジャン・ド・ラ・トゥール・ドーヴェルニュ（Jean de La Tour d'Auvergne, 1467年 - 1501年3月28日）は、フランスの貴族。オーヴェルニュ伯およびロラゲ伯（1497年 - 1501年）。カトリーヌ・ド・メディシスの母方の祖父にあたる。

## 生涯
オーヴェルニュ伯およびブローニュ伯ベルトラン6世とその妻でギーヌ伯ジョルジュ・ド・ラ・トレモイユの娘ルイーズの間の長男として生まれた。オーヴェルニュ伯としては「ジャン3世（Jean III）」と「ジャン4世（Jean IV）」の2通りの呼び方がある。この序数の不統一はオーヴェルニュ女伯ジャンヌ2世の最初の夫となったベリー公ジャン1世を「ジャン3世（Jean III）」としてオーヴェルニュ伯の系譜に数えるか否かによる。
1495年1月11日にブルボン公ジャン2世の未亡人ジャンヌ・ド・ブルボン＝ヴァンドームと結婚した。伯爵夫妻の間には2人の娘が生まれた。
- アンヌ（1496年 - 1524年）　オーヴェルニュ女伯、1505年に第2代オールバニ公爵ジョン・ステュアート（英語版）と結婚
- マドレーヌ（1501年頃 - 1519年） - 1518年、ウルビーノ公ロレンツォ2世・デ・メディチと結婚